# Stefan Jacynicz
Stefan Jacynicz (ur. 12 maja 1895 w majątku Rawszki w powiecie rosieńskim w guberni kowieńskiej, zm. 12 marca 1930 w Gdyni) – porucznik marynarki Marynarki Wojennej II RP, nurek.

## Życiorys
Był drugim synem w rodzinie Kazimierza (rejenta) herbu Odrowąż i Konstancji z Białokur-Bogdanowiczów. Uczęszczał do szkoły w Mitawie, a potem w Petersburgu. Po zdaniu w r. 1915, razem z młodszym o rok bratem Mieczysławem, matury wstąpił do marynarki wojennej do szkoły gardemarynów. W 1916 wziął udział w podróży ćwiczebnej po Pacyfiku, a po powrocie został przeniesiony do szkoły morskiej w Oranienbaumie. Po wojnie ukończył Oficerską Szkołę Marynarki Wojennej.
W 1917 awansował do stopnia miczmana czasu wojny, a jesienią został przydzielony do floty bałtyckiej na okręt podwodny "Jaź" dowodzonego przez jego starszego brata Konstantego.
Po powrocie do Polski razem z braćmi wstąpił do Marynarki Wojennej II RP. Został awansowany do stopnia porucznika marynarki w Korpusie Rzeczno-Brzegowym
W sierpniu 1920 dowodził we Flotylli Wiślanej w rejonie Nieszawy i Płocka. W 1924 został dowódcą statku minowego we Flotylli Pińskiej. Był dowódcą oddziału nurków w Gdyni (gdzie "wyróżnił się w dziedzinie prac podwodnych i szkolenia kadr nurków"). W 1928 z uwagi na zły stan zdrowia przeniesiony na własne życzenie do rezerwy, zakłada własną firmę "Morpol"
Zmarł na skutek rozedmy płuc, a pochowany został w Nowym Mieście nad Pilicą.